# Віттенбург
Віттенбург (нім. Wittenburg) — місто в Німеччині, розташоване в землі Мекленбург-Передня Померанія. Входить до складу району Людвігслуст-Пархім. Центр об'єднання громад Віттенбург.
Площа — 80,00 км2. Населення становить 6303 ос. (станом на 31 грудня 2020). На початку 12 століття Віттенбург належав до території полабських ободритів. Вперше Віттенбург згадується у 1154 році, а міські привілеї він отримав у 1230 році.

## Галерея

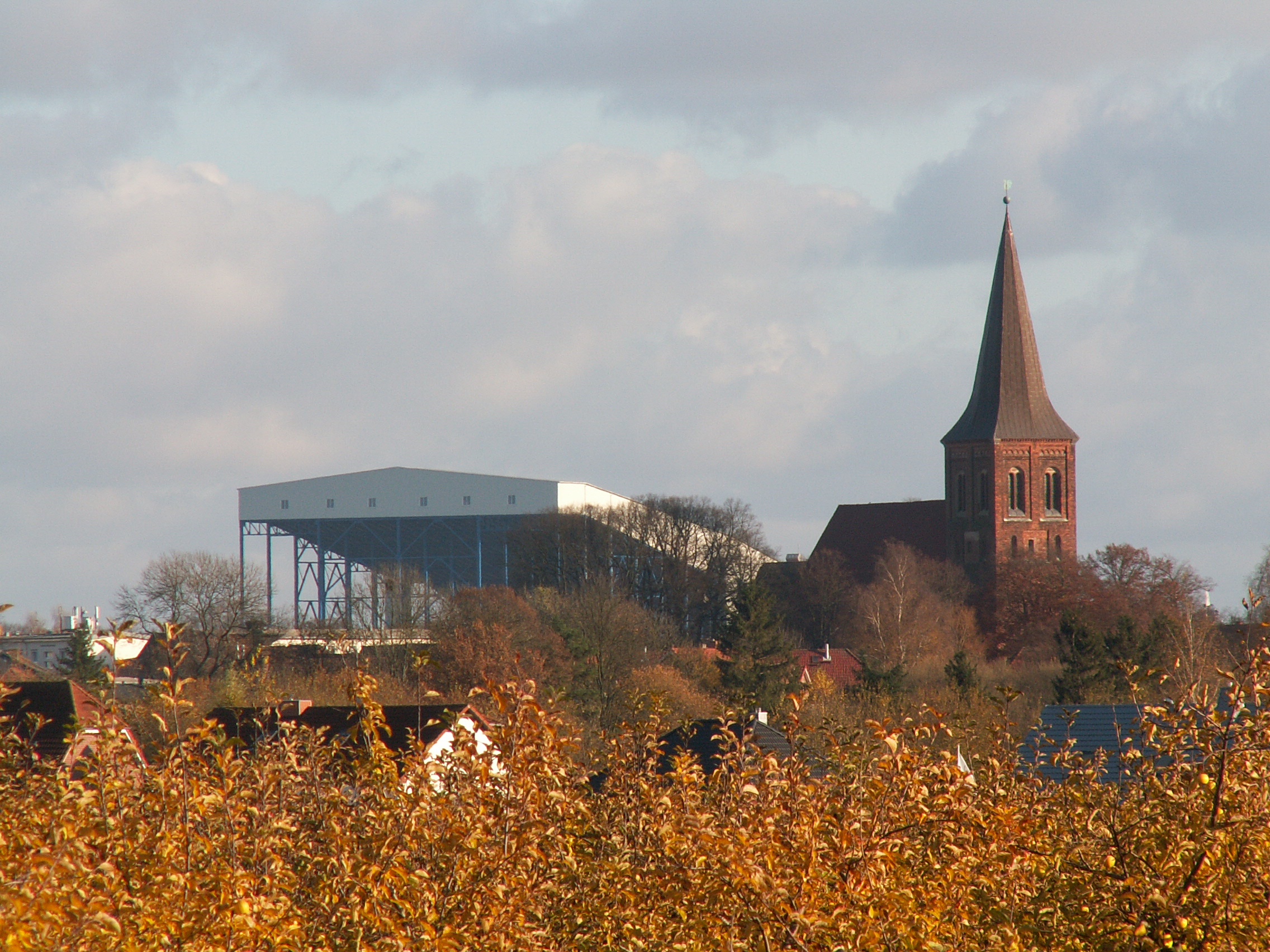
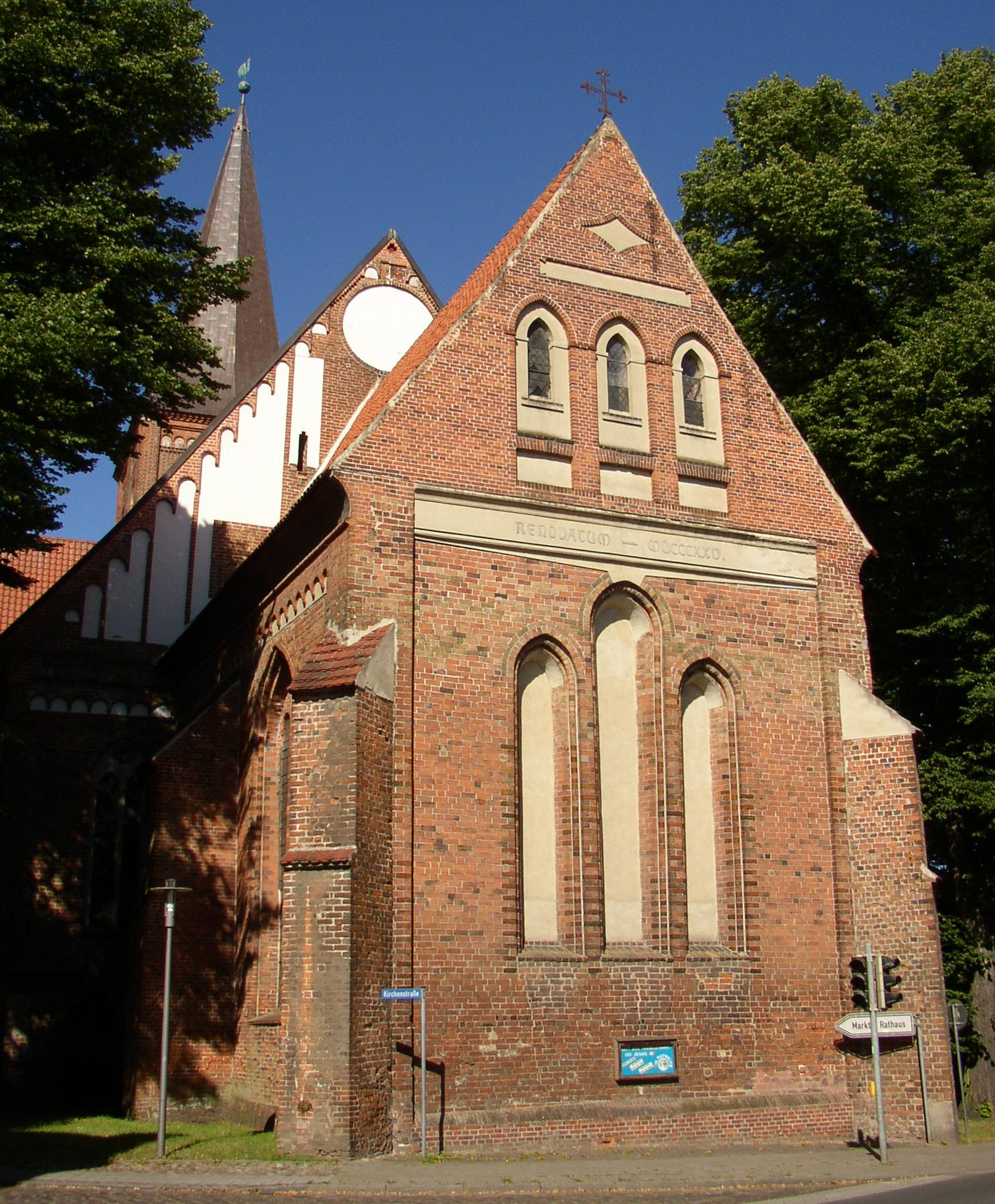
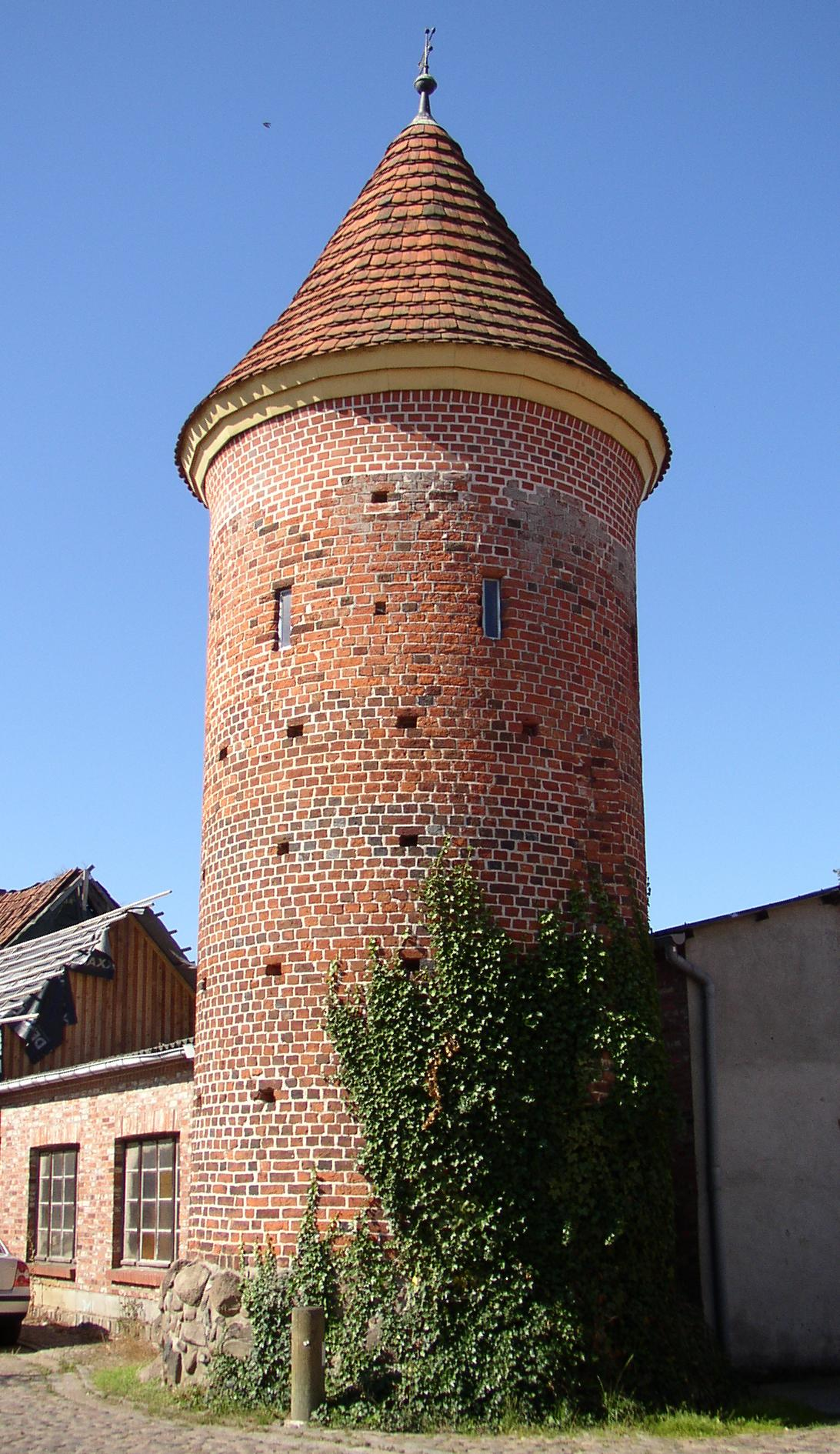
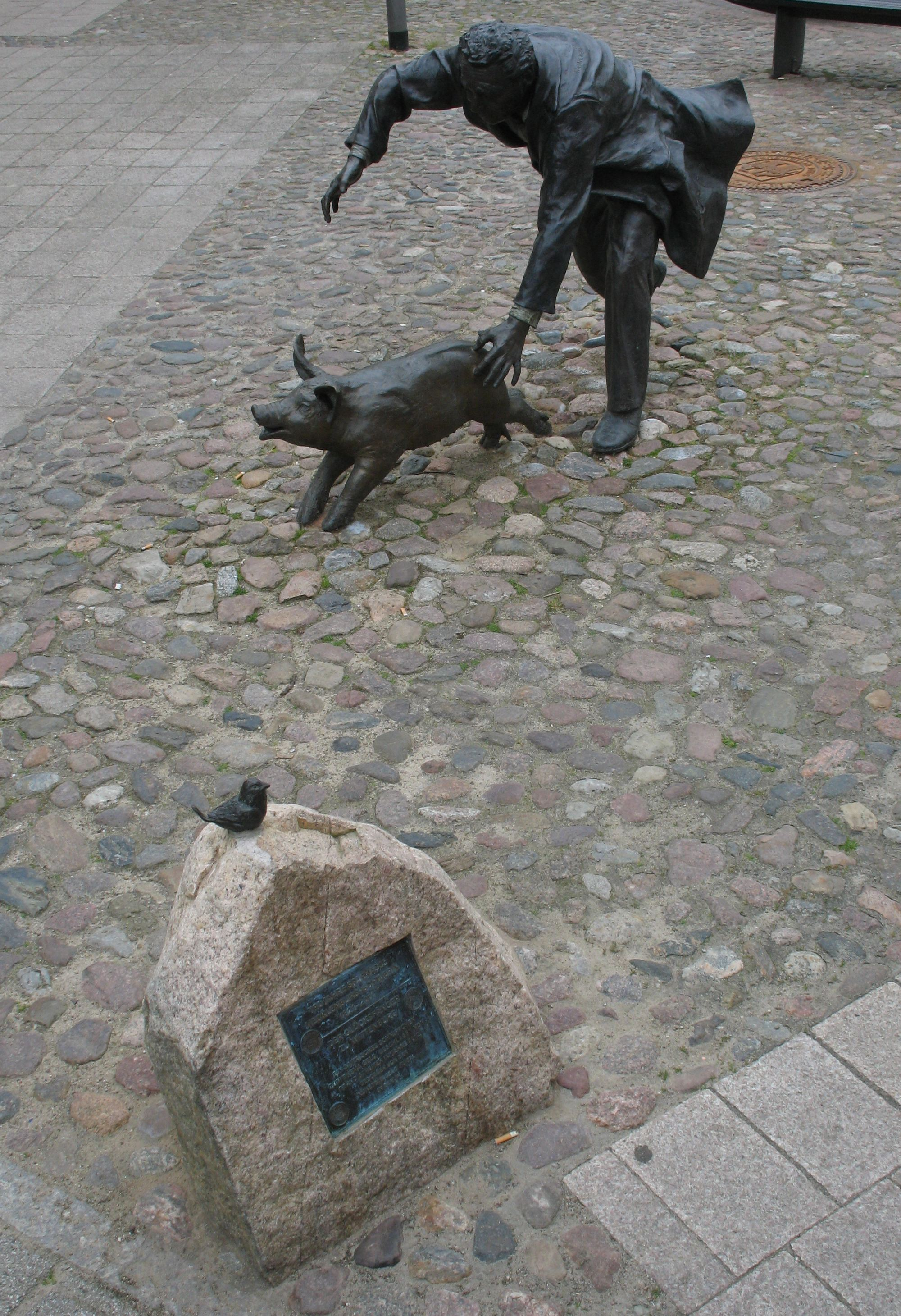
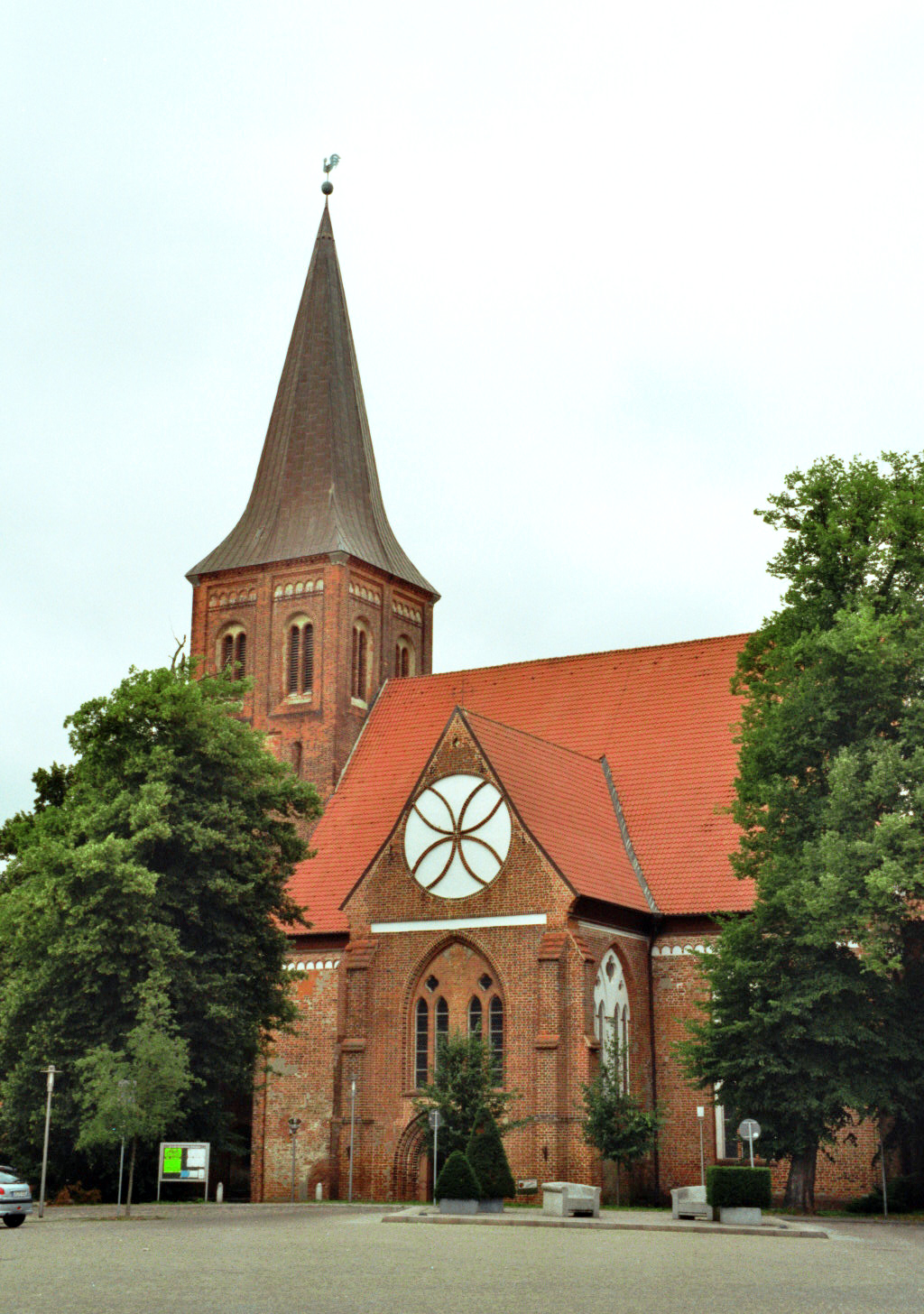
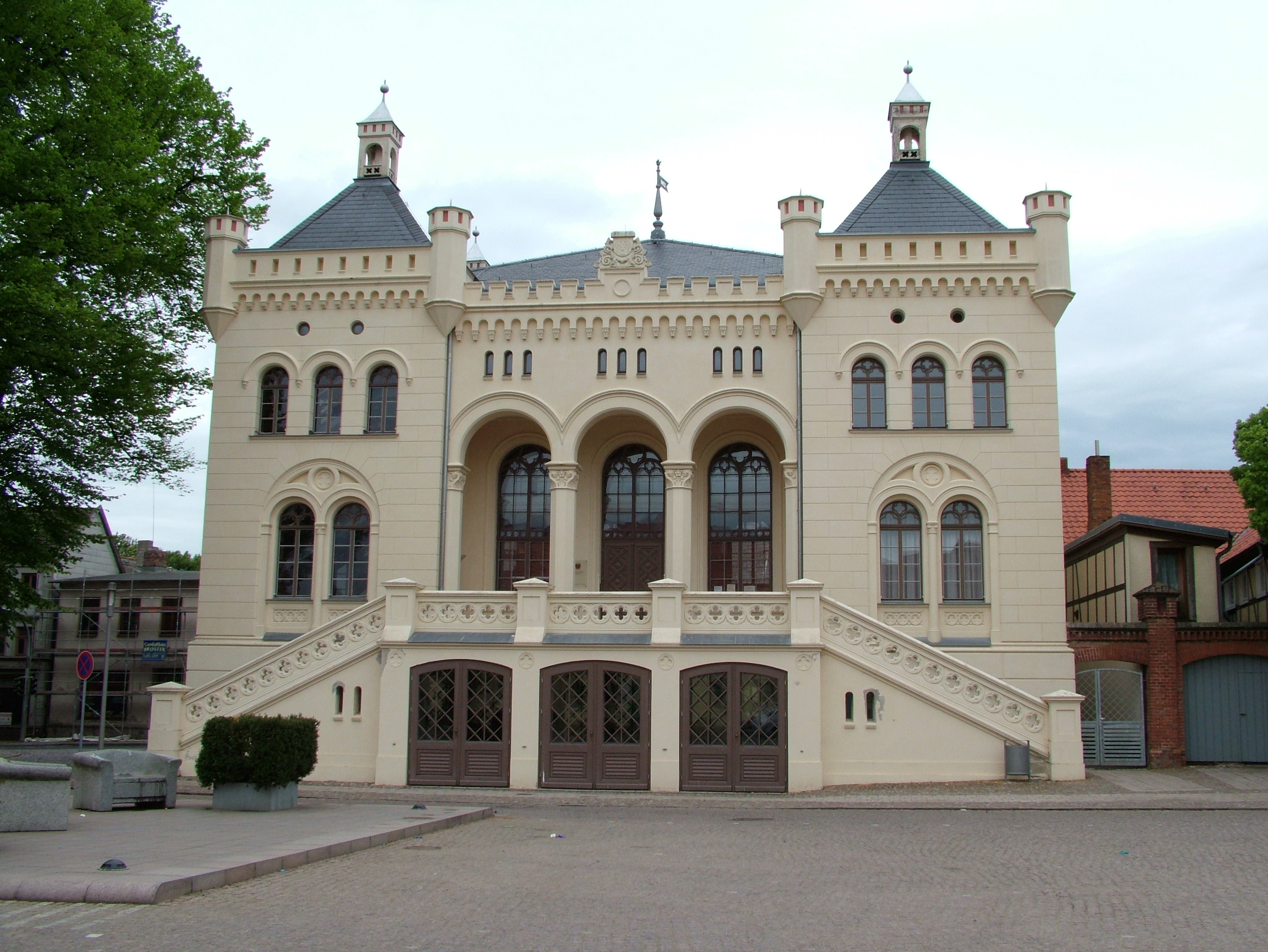